# Cyclophora coecaria
Cyclophora coecaria là một loài bướm đêm trong họ Geometridae. Nó được tìm thấy ở Quốc gia Mexico và Venezuela. Loài này được Achille Guenée mô tả lần đầu tiên vào năm 1858. Đây là loài duy nhất trong chi Cyclophora.
Bướm đêm trưởng thành có sải cánh dài khoảng 25 mm. Cánh trước có màu nâu sẫm với sọc vàng. Cánh sau có màu trắng với hoa văn màu nâu sẫm.
Sâu bướm là loài chuyên ăn, chỉ ăn cà rốt dại (Dactylis glomerata). Nó chủ yếu ăn hoa của cây, nhưng cũng có thể ăn hạt.